# Andrés Rodríguez
Andrés Rodríguez Pedotti. Född 19 juni 1923 i Borja, Paraguay, död 21 april 1997 i New York, USA. Var en paraguayansk militär och politiker och Paraguays president 1989-1993.  Rodríguez avsatte den mångårige diktatorn Alfredo Stroessner, som styrt landet sedan 1954 och under hans styre påbörjade Paraguay en återgång till ett mer demokratiskt styrelseskick.

## 1989 års statskupp
Andrés Rodríguez var en av president Alfredo Stroessners närmsta och mest förtrogna medarbetare under hela dennes tid vid makten och betraktades som Streoessner-regimens andreman. I takt med demokratiseringen av Argentina under 1980-talet hade deras relation dock successivt försämrats då Rodríguez öppet hade börjat förespråka  liberaliseringar av landets styre. Även inom militären och det styrande Coloradopartiet började allt fler ifrågasätta Stroessners auktoritära styre. Med åren hade Rodríguez vuxit fram som regimens ledande reformförespråkare. Samtidigt vägrade den allt mer pressade Stroessner att ge efter för den växande oppositionen. Mot slutet av 80-talet var splittringen mellan Rodríguez och Stroessner ett faktum.
I januari 1989 genomförde Stroessner en utrensning inom landets officerstab då flera av de höga officerare som öppet förespråkat reformer avsattes. Rodríguez påverkades dock inte av detta, men senare samma månad gav Stroessner order om att alla valutaväxlingskontor i landet skulle stängas. Detta tolkades av många som ett drag direkt riktat mot Rodríguez, som ägde ett av landets största växlingskontor. Den 2 februari försökte Stroessner tvinga Rodríguez att acceptera den politiskt obetydliga posten som försvarsminister i ett försök att tysta honom. Senare samma kväll svarade Rodríguez med att iscensätta en blodig militärkupp då trupper under Rodríguez befäl tog kontroll över huvudstaden Asunción under natten mellan den 2-3 februari. Häftiga strider utbröt på flera håll då Stroessner-trogna trupper gjorde hårt motstånd, men framåt morgonen den 3 februari hade Rodríguez trupper kontrollen över huvudstaden. Kuppen stöddes bland annat av stora delar av officerskåren och katolska kyrkan i landet men också av USA, som tidigare stött Stroessner men som i takt med att kalla kriget led mot sitt slut börjat betrakta denne som allt mer av en belastning. Med detta stöd blev kuppen framgångsrik. Stroessner greps och sattes i husarrest men släpptes efter några dagar och beviljades asyl i Brasilien. Han flyttade dit omgående och levde där fram till sin död 2006.

## Tid vid makten
Efter att ha tagit makten påbörjade Rodríguez ett omfattande reformarbete och införde en rad liberaliseringar av det paraguayanska samhället. Bland annat hävde han det undantagstillstånd som rått i landet under hela Stroessners tid vid makten. Undantagstillståndet hade formellt hävts 1987 men hade i praktiken även tillämpats efter det. Rodríguez avsatte även ett stort antal officerare som bedömdes vara lojala mot Stroessner och den 9 februari 1989 upplöste han parlamentet och meddelade att ett nytt president- och parlamentsval, där alla icke-kommunistiska partier skulle tillåtas delta, skulle hållas senare samma år. Dessa val  hölls i maj då Rodríguez valdes till president med 76 procent av rösterna. 
1992 antog Paraguay en ny grundlag som begränsade antalet mandatperioder till endast en på 5 år per president. Detta gällde även Rodríguez, som avgick frivilligt i förtid den 15 augusti 1993. Han efterträddes av Juan Carlos Wasmosy, som även han tillhörde Coloradopartiet.

## Sista år
Efter att ha avgått som president levde Rodríguez ett tillbakadraget liv. Han avled i New York den 21 april 1997 av långvarig cancer.